# 吉原光夫
吉原 光夫（よしはら みつお、1978年9月22日 - ）は、日本の俳優、演出家。
東京都出身。日本工学院八王子専門学校演劇俳優科卒業。COME TRUE所属。元劇団四季団員、Artist Company 響人主宰。

## 略歴
小学生の時にバスケットボールを始め、バスケットボール選手になることを夢にスポーツ推薦で高校に進学。大学進学時にバスケットボール推薦で不合格となって生まれて初めての挫折を味わい、「専門学校だけは面倒見てやる」という父の言葉に高校卒業後、日本工学院八王子専門学校演劇俳優科（現：クリエイターズカレッジ声優・俳優科）に入学する。元劇団四季の先生の授業で見せられたミュージカル映画『ジーザス・クライスト・スーパースター』冒頭のユダが岩の上で歌うシーンに衝撃を受け、劇団四季が上演権を保有していることを知って劇団四季への入団を決意する。
1999年、オーディションに一発合格して、専門学校卒業後に劇団四季附属研究所に入所。入所初年度の冬より『ジーザス・クライスト・スーパースター』で舞台に立ち、その後数々の舞台に出演する。『ジョン万次郎の夢』公演で訪れた沖縄・小浜島で出会った子どもに、その日の舞台をやるのに必死で夢を語れなくなっていたことに気づかされたことをきっかけに、退団を決意。2007年、劇団四季を退団。
劇団四季退団後は演出家の小川絵梨子のもとで学び、イギリスへの短期留学も経験。「元劇団四季のメンバーでどういう芝居ができるだろう」と考えて、2009年、元劇団四季のメンバーと共にArtist Company 響人（ひびきびと）を立ち上げる。ワークショップを開催し、「響人UNDERGROUND」公演では演出も手掛ける。
「小劇場で自己満足するのもいいけど、大きい舞台に出てみてれば? てか、出れないの?」との友人の言葉に反発して大きな劇場のオーディションを探して参加し、2011年、帝国劇場開場100周年記念公演『レ・ミゼラブル』において、日本公演の歴代最年少となる32歳で主演ジャン・バルジャン役を演じる。以降、2019年にかけて5度にわたりジャン・バルジャンを演じている。
2020年度前期放送のNHK連続テレビ小説『エール』でテレビドラマに初出演。
2023年の『どうする家康』でNHK大河ドラマ初出演（柴田勝家役）。
私生活では、元宝塚歌劇団宙組娘役の和音美桜と2016年に結婚。2017年3月13日に挙式し、結婚を公表した。2019年7月26日に第1子誕生を発表した。

## 人物
大学のスポーツ推薦（バスケットボール）で落ちてしまい、卒業後は進路を決めずにアルバイトをしていた。その後父親に怒られ「専門学校だけは面倒見てやる」と言われ、楽そうという理由で演劇の学校を選んだ。

## 主な出演

### 舞台

#### 劇団四季時代
- ジーザス・クライスト・スーパースター - シモン、ユダ 役
- ライオンキング - シンバ、ムファサ 役
- 美女と野獣 - ガストン 役
- 夢から醒めた夢 - 暴走族、ヤクザ 役
- ユタと不思議な仲間たち - ゴンゾ 役
- 青い鳥 - 火の精 役
- はだかの王様 - アロハ 役
- ジョン万次郎の夢 - 船長、島津斉彬 役

#### Artist Company 響人
本公演
- 『哀しみと息子たち』（2009年7月1日 - 5日） - メグス 役 ※演出
- 『お月様のジャン』（2009年12月9日 - 14日） - ジェフ 役
- 『オーファンズ〜孤児たち〜』（2010年4月23日 - 26日） - トリート 役
- 『Doubt＜ダウト＞ 〜疑いをめぐる寓話〜』（2010年12月15日 - 22日） - フリン神父 役
- 『夜の来訪者』（2011年11月5日 - 13日） - グール 役
- 『La vie en Rose』（2012年4月18日 - 25日）※演出のみ
- 『橋からの眺め』（2012年10月4日 - 10日） - エディ・カルボーネ 役
- 『お月さまへようこそ』（2018年4月25日 - 29日）※演出のみ

UNDERGROUND公演 （全て演出のみ）
- 『ブレーメン』（2010年8月26日 - 30日）
- 『お月さまへようこそ』（2011年8月17日 - 22日）
- 『わが町』（2012年7月28日 - 8月1日）

TRYOUT公演
- 『La vie en Rose　エディット・ピアフと8人の男の話』（2011年12月22日 - 25日） - マルセル・セルダン 役

#### その他の舞台
- ミュージカル『レ・ミゼラブル』
  - 2011年4月12日 - 6月12日、帝国劇場 - ジャン・バルジャン 役
  - 2013年4月23日 - 11月27日、帝国劇場 / 博多座 / フェスティバルホール / 中日劇場 - ジャン・バルジャン、ジャベール 役
  - 2015年4月13日 - 9月24日、帝国劇場 / 中日劇場  / 博多座 / 梅田芸術劇場メインホール / オーバード・ホール（富山市芸術文化ホール） / 静岡市清水文化会館マリナート - ジャン・バルジャン、ジャベール 役
  - 2017年5月21日 - 10月16日、帝国劇場 / 博多座 / フェスティバルホール / 中日劇場 - ジャン・バルジャン、ジャベール 役
  - 2019年4月15日 - 9月17日、帝国劇場 / 御園座 / 梅田芸術劇場メインホール / 博多座 / 札幌文化芸術劇場hitaru - ジャン・バルジャン 役
  - 2021年5月21日 - 10月4日、帝国劇場 / 博多座 / フェスティバルホール / まつもと市民芸術館 - ジャン・バルジャン 役
  - 2024年12月16日 - 2025年6月16日、帝国劇場 / 梅田芸術劇場メインホール / 博多座 / まつもと市民芸術館 / 札幌文化芸術劇場 / 高崎芸術劇場 - ジャン・バルジャン  役[8]
- ミュージカル『Side Show』（2011年10月1日 - 10日、シアター1010 / 10月15日、森ノ宮ピロティホール） - ジェイク 役
- 音楽朗読劇『モリー先生との火曜日』（2012年1月29日、兵庫県立芸術文化センター / 2月18日、ティアラこうとう） - ミッチ・アルボム 役
- ミュージカル『ビューティフルゲーム』（2014年、新国立劇場 小劇場） - オドネル神父 役
- ミュージカル『シスター・アクト〜天使にラブ・ソングを〜』（2014年、帝国劇場 / 厚木市文化会館大ホール / 岩手県民会館 / 東京エレクトロンホール宮城 / シアターBRAVA! / 愛知県芸術劇場 大ホール） - カーティス役
- ミュージカル『メンフィス』（2015年、赤坂ACTシアター / キャナルシティ劇場） - ボビー 役
- ミュージカル『手紙』（2016年・2017年、新国立劇場 小劇場 / 新神戸オリエンタル劇場 / 枚方市市民会館） - 武島剛志 役
- ミュージカル『グランドホテル』（2016年、赤坂ACTシアター / 愛知県芸術劇場大ホール / 梅田芸術劇場メインホール） - ヘルマン・プライジング 役
- コンサート『ブロードウェイ・ミュージカルライブ』（2016年、EX THEATER ROPPONGI） ※MCのみ
- ミュージカル『ジャージー・ボーイズ』（2016年、シアタークリエ） - ニック・マッシ 役
- 舞台『幽霊』（2016年、紀伊國屋ホール / 兵庫県立芸術文化センター阪急中ホール） - エングストラン 役
- 舞台『扉の向こう側』[9]（2016年、東京芸術劇場プレイハウス / 兵庫県立芸術文化センター阪急中ホール / 青少年文化センター アートピアホール） - リース 役
- 舞台『The Beauty Queen of Leenane』（2017年、シアター風姿花伝 / ノトススタジオ） - パト 役
- ミュージカル『ファン・ホーム』（2018年、シアタークリエ / 兵庫県立芸術文化センター阪急中ホール） - ブルース 役
- ミュージカル『DAY ZERO』（2018年、水戸芸術館 / DDD AOYAMA CROSS THEATER / 刈谷市総合文化センター / サンケイホールブリーゼ） ※演出のみ
- ミュージカル『マリー・アントワネット』（2018年、博多座 / 帝国劇場 / 御園座 / 梅田芸術劇場メインホール） - オルレアン公 役
- ミュージカル『VIOLET』（2020年、東京芸術劇場プレイハウス） - フリック 役
- 舞台『23階の笑い』（2020年、世田谷パブリックシアター - ミルト 役
- ミュージカル『えんとつ町のプペル』(2021年、東京キネマ倶楽部) - プペル／ブルーノ役
- 舞台『ほんとうのハウンド警部』（2021年、Bunkamuraシアターコクーン） - バードブート 役
- ミュージカル『ラ・マンチャの男』（2022年、日生劇場） - カラスコ 役
- 彩の国シェイクスピア・シリーズ「ジョン王」シアターコクーン ほか（2022年12月-2023年1月 東京公演のみ出演）[10] - ジョン 役
- ブロードウェイミュージカル『カム フロム アウェイ』（2024年、日生劇場 他） - オズ 役 他[11]

### 映画
- 『ミュージアム』（2016年）
- 『未来のミライ』（2018年） - 謎の男 役 ※声の出演[12]
- 『燃えよ剣』（2021年10月15日公開[13]、東宝 / アスミック・エース） - 伊東甲子太郎 役[14]
- 『ヘルドッグス』（2022年9月16日公開、東映 / ソニー・ピクチャーズエンタテインメント） - 熊沢伸雄 役[15]
- 『BAD LANDS バッド・ランズ』（2023年9月29日公開、東映 / ソニー・ピクチャーズエンタテインメント） - 佐竹 役[16]
- 『ゆとりですがなにか インターナショナル』（2023年10月13日公開、東宝） - 服部一幸 役[17]
- 『あるいは、ユートピア』（2024年11月16日、レプロエンタテインメント）[18]
- 『白の花実』（2025年12月26日公開予定、ビターズ・エンド）[19]

### 吹き替え
- 『美女と野獣』（2017年） - ガストン 役〈ルーク・エヴァンズ〉[20]
- 『ピノキオ』（2022年9月8日配信、Disney+） - コーチマン 役〈ルーク・エヴァンズ〉[21]
- ライオン・キング:ムファサ（2024年12月20日、ウォルト・ディズニー・ジャパン） - マセゴ 役〈キース・デイヴィッド〉[22]

### テレビドラマ
- 連続テレビ小説『エール』（2020年、NHK） - 岩城新平 役[3]
- 大河ドラマ『どうする家康』第4回 - 第30回（2023年1月29日 - 8月6日、NHK） - 柴田勝家 役[4]
- VIVANT 第5話 - 最終話（2023年8月13日 - 9月17日、TBS） - ピヨ 役[23][24]

### 配信ドラマ
- ガンニバル（2022年12月28日、Disney+） - 後藤岩男 役[25]
  - ガンニバル シーズン2（2025年3月19日 - 4月23日、Disney+ Star）[26]
- 飛鳥クリニックは今日も雨（2025年4月17日、Lemino）[27]

### CM
- 味覚糖「UHAグミサプリ」